# Excalibur Hotel and Casino
O Excalibur Hotel and Casino é um hotel e cassino localizado em Paradise, na Las Vegas Strip, Nevada, Estados Unidos. O nome Excalibur é inspirado na lendária espada de Rei Artur, que é o tema da construção. O cassino foi construído pela Mandalay Resort Group que foi comprada pela empresa rival MGM Mirage alguns anos mais tarde e que é a atual dona do local.